# 真言宗大覚寺派
真言宗大覚寺派（しんごんしゅうだいかくじは）は、日本における真言系仏教宗派のひとつで、古義真言宗に属する。本山は大覚寺。
- 宗祖　弘法大師（秘鍵（ひけん）大師）

## 法流
- 保寿院流

## 宗紋
- 大覚寺紋

## 寺格（順不同）
- 大本山　 大覚寺（京都市右京区）

- 準大本山　 大山寺（神奈川県伊勢原市）

- 別格本山　 覚勝院（京都市右京区）、高山寺（兵庫県丹波市）、立江寺（神戸市兵庫区）、密蔵院（兵庫県明石市）、大聖寺（岡山県美作市）、高山寺（岡山県井原市）、薬王寺（東広島市黒瀬町）、極楽寺（香川県さぬき市）、延命寺（香川県観音寺市）、宝珠寺（香川県観音寺市）、観音寺（香川県観音寺市）、萩原寺（香川県観音寺市）、興願寺（愛媛県四国中央市）、観自在寺（愛媛県愛南町）、地蔵院（徳島市）、大悲王院（福岡県糸島市）、大智院（長崎県佐世保市）

- 準別格本山、中本寺、小本寺、その他　 332寺

## 沿革
真言宗大覚寺派の歴史は、大覚寺の開創に始まる。嵯峨天皇の離宮であった嵯峨院で、空海が五大明王を彫刻して五覚院を建てた。疫病流行の際には、嵯峨天皇宸筆の般若心経を講読して、心経堂に納入した。876年（貞観18年）淳和天皇皇后正子内親王の令旨により開創され、淳和天皇第二皇子恒寂入道親王が賜り、入寺して、大覚寺の伽藍を整備した。
918年（延喜18年）、宇多天皇が大覚寺で両部灌頂を受け、1268年（文永5年）には後嵯峨天皇が入寺、21世門跡に就任、続いて、亀山天皇も入寺し、22世門跡になった。1307年（徳治2年）～1321年（元亨元年）、後宇多天皇は院政を行い、大覚寺塔頭・蓮華峯寺を仙洞御所とした。このとき、諸堂を整備したため、後宇多法皇を中興の祖と称する。こうした経緯から南朝系の大覚寺統の天皇とゆかりがある。1336年（建武3年）全焼。1392年（元中9年）、南北朝の動乱を経て、南北朝和議の場として使用された。
応仁の乱では全焼したが、豊臣氏・徳川氏の保護もあり、伽藍を再建し、門跡寺院として繁栄したが、江戸時代末期に衰退した。明治時代の始めには無住となったが、47世門跡・楠玉諦、48世門跡・高幡龍暢らの尽力で復興した。
明治政府の宗教政策により、他の真言宗宗派と1879年（明治12年）に合同するが、1900年（明治33年）9月、大覚寺を本山とする真言宗大覚寺派として独立する。
1926年（大正15年）には（真言宗高野派（総本山金剛峯寺）・真言宗御室派（総本山仁和寺））と合同して金剛峯寺を総本山とする古義真言宗を組織する。
1941年（昭和16年）3月、古義真言宗・新義真言宗系の宗派が政府の政策によって合同し、大真言宗が成立する
戦後、1949年（昭和24年）、独立し再び真言宗大覚寺派として現在に至っている。

## 大覚寺門跡歴代
1. 恒寂入道親王（淳和天皇第二皇子）
2. 寛空（文室氏）
3. 定昭（定照）（藤原師尹子）
4. 定好（三綱従儀師義俊子）
5. 真範（平生昌子）
6. 頼信（藤原頼経子）
7. 頼尊（藤原実康子）
8. 覚信（藤原師実子）
9. 玄覚（藤原師実子）
10. 覚英（藤原師通子）
11. 恵信（覚継）（藤原忠通子）
12. 信円（藤原忠通子）
13. 良円（九条兼実子）
14. 実信（近衛基通子）
15. 実静（近衛家実子）
16. 信昭（近衛兼経子）
17. 隆信（九条忠家子）
18. 覚恵（九条忠教子）
19. 覚昭（近衛基平子）
20. 良信（鷹司基忠子）
21. 後嵯峨法皇（素覚）
22. 亀山法皇（金剛眼）
23. 後宇多法皇（金剛性）
24. 性円法親王（後宇多天皇皇子）
25. 寛尊法親王（亀山天皇皇子）
26. 性勝法親王（後宇多天皇皇子）
27. 恒性法親王（後醍醐天皇皇子）
28. 深守法親王（木寺宮邦良親王子）
29. 弘覚法親王（木寺宮邦良親王子）
30. 寛教入道親王（道寛法親王）（後光厳天皇皇子）
31. 義昭（足利義満子）
32. 性深（鷹司房平子）
33. 性守（二条政嗣子）
34. 義俊（禅意）（近衛尚通子）
35. 尊信（義性）（近衛稙家子）
36. 空性法親王（誠仁親王皇子）
37. 尊性入道親王（後陽成天皇皇子）
38. 性真法親王（後水尾天皇皇子）
39. 性応法親王（霊元天皇皇子）
40. 寛守（近衛基熙子、近衛家熙養子）
41. 寛深（信性）（近衛家熙子）
42. 深真（深貞）（近衛内前子）
43. 亮深（近衛経熙子）
44. 慈性入道親王（有栖川宮韶仁親王子）
45. 中御門神海
46. 楠　玉諦
47. 高幢龍暢
48. 龍池密雄
49. 小川光義
50. 藤村密幢
51. 釈　法傳
52. 谷内清厳
53. 草繋全宜
54. 乃村龍澄
55. 横山定雄
56. 味岡良戒
57. 黒田昇龍
58. 井上紀生
59. 上井寛圓
60. 片山宥雄
61. 新開真堂
62. 下泉恵尚
63. 黒沢全紹
64. 尾池泰道

## 宗務組織
- 管長（大覚寺門跡が兼任する）
- 宗務庁（大覚寺内に設置）
  - 宗務総長（下記の３部を統括／大覚寺執行長を兼任する）
  - 総務部（総務課・華道課）
  - 教務部（教学課・企画推進課）
  - 財務部（経理課・管財課・編集課・販売課）
- 宗会（真言宗大覚寺派の最高の議決機関として宗会を設置）・宗会議員11名（任期3年）
- 地方宗務（47都道府県を以下の8教区（関東・近畿・淡路・中国・四国第一・徳島・福岡・九州第一）に分け、各教区に教区庁を設置して当該教区内の事務を行う。
  - 各教区には教区長及び副教区長を置く（教区長・副教区長とも管長が任命し、任期は3年）。また、教区内に役員（代議員・組長等）を置くことがある。

## 僧階（全15階級）・布教師教階
級数・僧階・昇階までの年数
- 1級 大僧正
- 2級 権大僧正・7年
- 3級 中僧正・5年
- 4級 権中僧正・5年
- 5級 少僧正・5年
- 6級 権少僧正・5年
- 7級 大僧都・5年
- 8級 権大僧都・5年
- 9級 中僧都・3年
- 10級 権中僧都・3年
- 11級 少僧都・3年
- 12級 権少僧都・3年
- 13級 大律師・1年
- 14級 律師・1年
- 15級 権律師・1年

### 布教師階級
- 主教
- 弘教
- 示教
- 司教
- 補教

## 住職資格
- 教師（得度、度牒を受け、四度加行を行い、伝法灌頂を受けた者）の資格を持ち、管長より任命された者

## 教育機関
- 嵯峨伝燈学院（大覚寺内に設置。院長は大覚寺門跡。真言宗大覚寺派の僧侶の修行養成を行う。年限は1年間）
- 種智院大学（協同経営）
- 洛南高等学校・附属中学校(協同経営)
- 嵯峨御流華道総司所
- 嵯峨華道専門学校（休校中）
- 嵯峨書道学院（休校中）
- 嵯峨美術大学

## 行事
- 宗祖の遠忌法要（50年ごとに行う）

## 教義
古義真言宗の教義に準じる。